# Silvicultrix
Silvicultrix — рід горобцеподібних птахів родини тиранових (Tyrannidae). Представники цього роду мешкають в Андах.

## Таксономія і систематика
Представників роду Silvicultrix раніше відносили до роду Пітайо (Ochthoeca), однак молекулярне-генетичне дослідження показало, що вони є генетично ближчими до роду Патагонський пітайо (Colorhamphus).

## Види
Виділяють п'ять видів:
- Пітайо сірочеревий (Silvicultrix frontalis)
- Пітайо гірський (Silvicultrix spodionota)[7]
- Пітайо золотобровий (Silvicultrix pulchella)
- Пітайо жовточеревий (Silvicultrix diadema)
- Пітайо еквадорський (Silvicultrix jelskii)

## Етимологія
Наукова назва роду Silvicultrix походить від сполучення слів дав.-гр. silva — ліс і лат. cultrix — жителька.